# Rapporto sulla libertà religiosa nel mondo
Il Rapporto sulla libertà religiosa nel mondo è una pubblicazione annuale edita da Aiuto alla chiesa che soffre (ACS) che riporta il quadro generale della libertà religiosa per tutti gli Stati del mondo riferito alle varie religioni. Sebbene si tratti di una pubblicazione curata da una organizzazione cattolica, il rapporto ha come obiettivo la presentazione di dati in forma aconfessionale.

## Contenuto
Per ogni Stato sono riportati alcuni dati:
- le percentuali di fedeli delle varie religioni, basate su una statistica dell'équipe del professor David Barret che redige la World Christian Encyclopedia (New York, 2001). I dati si basano sulle dichiarazioni delle persone intervistate; in particolare la percentuale di cristiani si riferisce a coloro che si definiscono "cristiani" a prescindere dall'appartenenza confessionale e dalla frequenza della pratica religiosa;
- il numero di cattolici battezzati, come riportato dall'Annuario Pontificio;
- il numero di rifugiati secondo la stima dell'Alto commissariato delle Nazioni Unite per i rifugiati (UNHCR)
- la stima del numero di sfollati segnalata da "The global IDC Project" che fa riferimento al Norwegian Refugee Council

Complementare al "Rapporto sulla libertà religiosa nel mondo" pubblicato a cura dell'istituto Aiuto alla chiesa che soffre, l’associazione Open Doors/Porte Aperte realizza annualmente il World Watch List sulla persecuzione dei cristiani nel mondo.

## Edizioni
- Rapporto 2000 sulla Libertà Religiosa nel Mondo, su alleanzacattolica.org. URL consultato il 4 aprile 2018 (archiviato dall'url originale il 15 febbraio 2013).
- Rapporto 2005 sulla Libertà Religiosa nel Mondo (PDF), su acs-italia.org,  442, ISBN 88-87567-12-3. URL consultato il 12 marzo 2019 (archiviato il 28 ottobre 2015).  (anno 2005)
- Rapporto 2016-2018, consultabile per Paese, su Aiuto alla Chiesa che soffre Italia. (anni 2016-2018)